# Theridion machu
Theridion machu là một loài nhện trong họ Theridiidae.
Loài này thuộc chi Theridion. Theridion machu được Herbert Walter Levi miêu tả năm 1963.